# Jürgen Linden

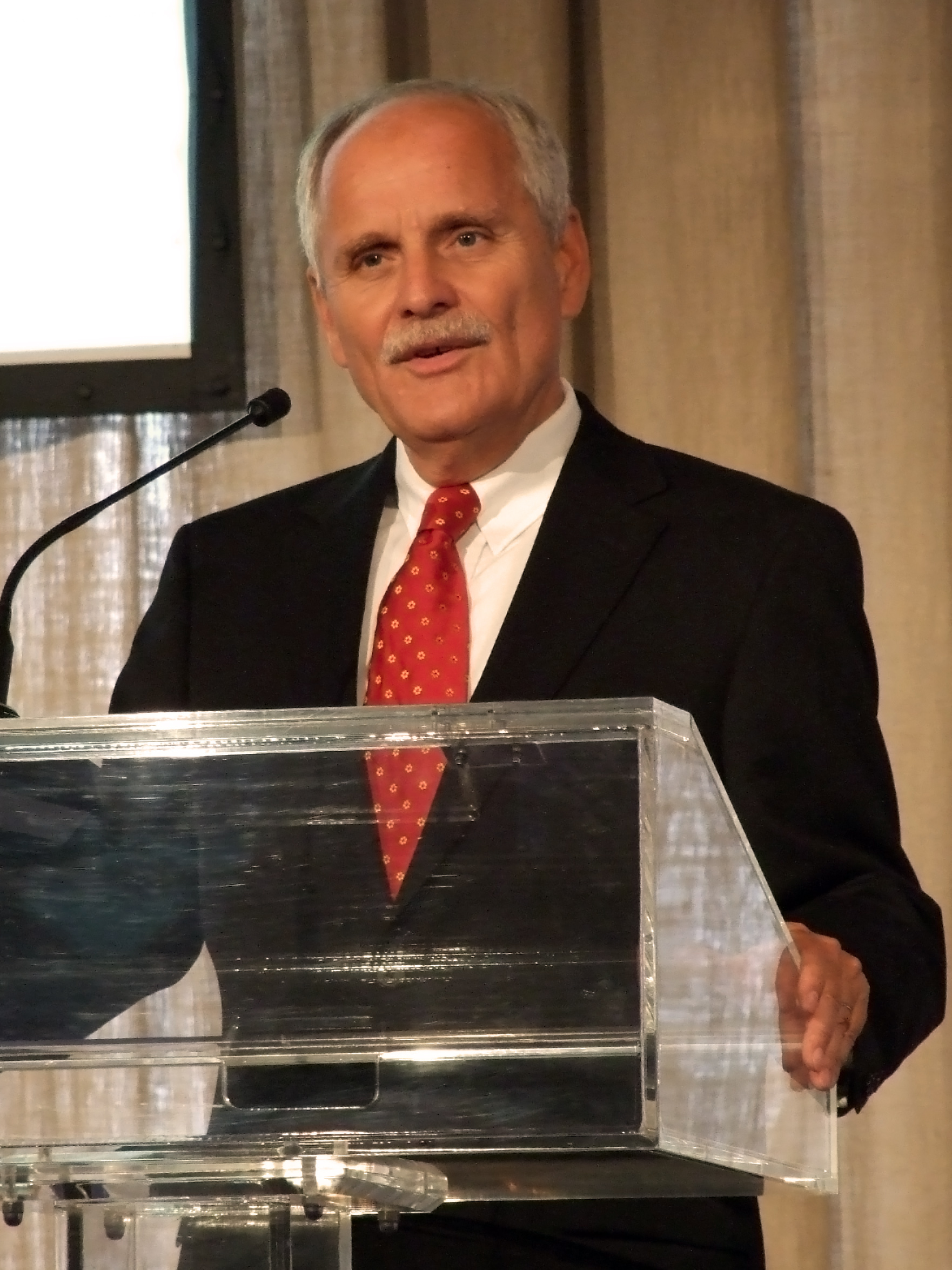
Linden bei einer Laudatio zur Karlsmedaille für europäische Medien 2009

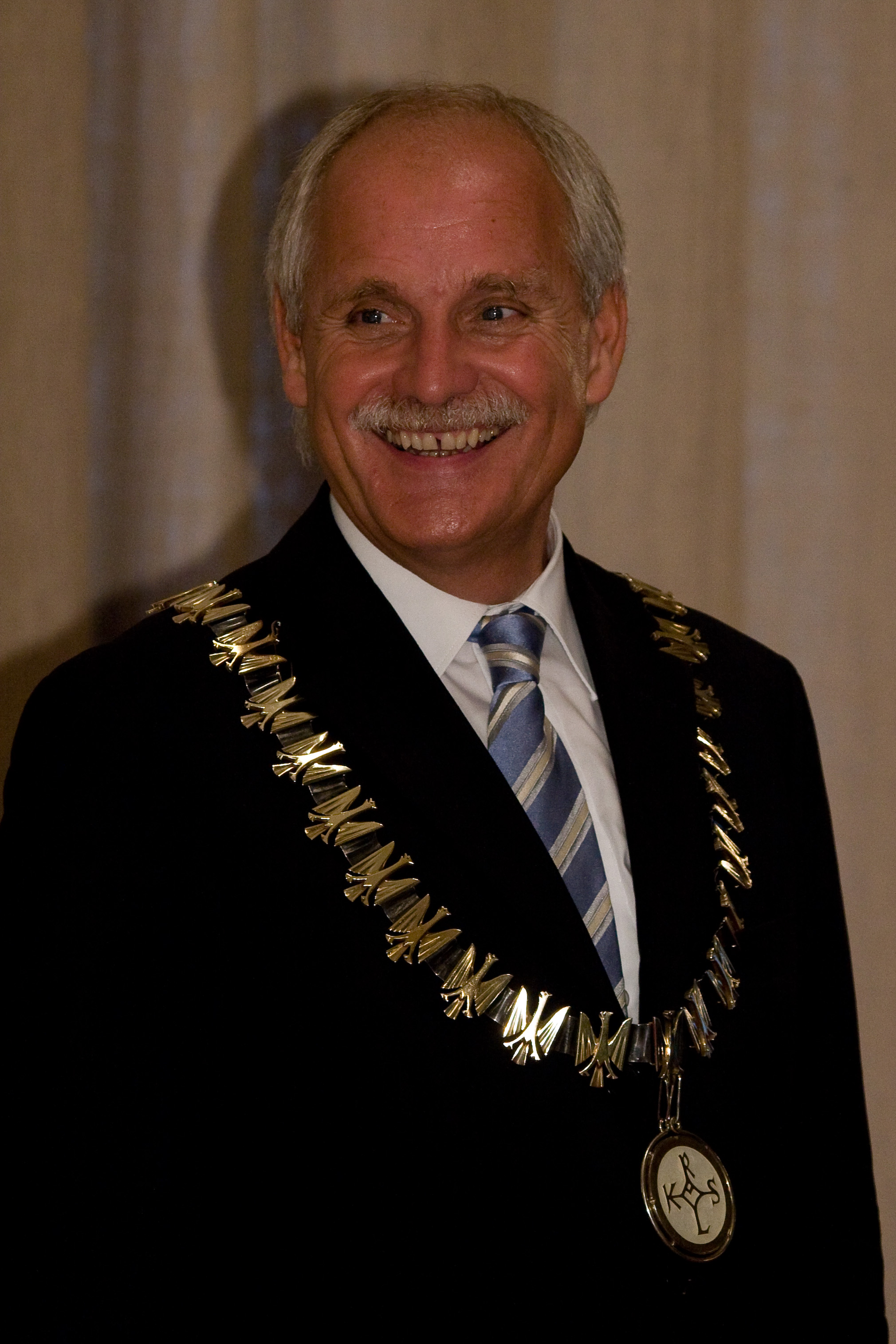
Jürgen Linden (2008)

Jürgen Linden (* 13. Januar 1947 in Aachen) ist ein deutscher Politiker der SPD und war von 1989 bis 2009 Oberbürgermeister der Stadt Aachen.

## Leben
Nach dem Abitur im Jahre 1966 am Einhard-Gymnasium in Aachen studierte Linden bis 1974 Rechtswissenschaften an der Universität zu Köln und erhielt 1974 die Zulassung für den Beruf des Rechtsanwalts. 1975 wurde er in Köln zum Dr. jur. promoviert.
Seit 1970 ist er Mitglied der SPD. Im Jahre 1977 wurde er in den Rat seiner Heimatstadt gewählt und bekleidete von 1984 bis 1989 das Amt eines Bürgermeisters von Aachen.
Nachdem bei der Kommunalwahl 1989 eine rot-grüne Koalition zustande gekommen war, wurde Linden am 18. Oktober 1989 als Nachfolger von Kurt Malangré (CDU) zum ehrenamtlichen Oberbürgermeister gewählt. Vom 12. Oktober 1995 bis zum 21. Oktober 2009 übte er dieses Amt hauptamtlich aus. Linden erklärte am 25. April 2008 öffentlich, sich bei der Kommunalwahl 2009 nicht mehr als Kandidat für das Amt zur Verfügung zu stellen. Seine Nachfolge trat Marcel Philipp (CDU) an.
Linden hat sich maßgeblich für den wirtschaftlichen Strukturwandel in der Region Aachen eingesetzt und durch die Zusammenarbeit der Stadt Aachen mit der RWTH, der FH Aachen, der Industrie- und Handelskammer sowie der Handwerkskammer Aachen Technologietransfer und die Gründung vieler neuer Technologie-orientierter Firmen gefördert.
Zur Stärkung der regionalen Zusammenarbeit hat er gemeinsam mit Landrat Carl Meulenbergh die Städteregion Aachen gegründet, einen Gemeindeverbund von Stadt und Kreis Aachen sowie neun kreisangehörigen Kommunen. Der Neubau des RWTH-Campus in Aachen, der Bau des neuen Tivoli, der Neubau der Synagoge oder auch der Umbau des Aachener Hauptbahnhofs sind von ihm mitinitiiert worden. Eine politische Niederlage erlitt er bei dem Projekt „Bauhaus Europa“, einem am Katschhof geplanten Kulturzentrum, das am 10. Dezember 2006 an einem Bürgerentscheid scheiterte.
Weiterhin war Jürgen Linden zehn Jahre lang Mitglied im Präsidium des Deutschen Städtetages und des Städtetages Nordrhein-Westfalen sowie von 2007 bis zum 12. Juni 2010 Aufsichtsratsvorsitzender der Alemannia Aachen GmbH.
Seit 1989 ist Jürgen Linden Mitglied im Direktorium zur Verleihung des Internationalen Karlspreises und seit 2010 dessen Vorsitzender. Er initiierte rund um die Verleihung ein inzwischen umfangreiches Rahmenprogramm mit Open-Air-Veranstaltungen, Forum und dem von der Karlspreis-Stiftung vergebenen Jugend-Karlspreis. Linden ist Mitglied des Beirats des Aachen-Laurensberger Rennvereins, Mitglied im Kuratorium des Marienhospitals in Aachen, Vorsitzender des Fördervereins der Historischen Sammlung Crous, sowie Mitglied im erweiterten Vorstand des Ludwig-Forums für Internationale Kunst.
Er ist verwitwet und hat drei Kinder.

## Ehrungen und Auszeichnungen
- 1995: Dr.-Johann-Christian-Eberle-Medaille des RSGV
- 1996: Ehrenbürgerschaft der Europäischen Akademie der Wissenschaft und Künste, Salzburg
- 1997: Verdienstkreuz am Bande des Verdienstordens der Bundesrepublik Deutschland
- 1997: Kommandeur des Ordre national du Mérite, Frankreich
- 1999: Orden del Mérito Civil, Königreich Spanien
- 2002: Offizier des Ordens von Oranien-Nassau, Niederlande
- 2006: Kaven-Ring der RWTH Aachen für die Verdienste um die Hochschule
- 2007: Offizierskreuz des Verdienstordens Pro Merito Melitensi des Souv. Malteserordens[1]
- 2008: Reiterkreuz in Gold der Deutschen Reiterlichen Vereinigung
- 2008: Offizierskreuz des Verdienstordens der Republik Polen
- 2008: Ehrenbürger der Stadt Heerlen, Niederlande
- 2008: Grand Officier des Ordre national du Mérite, Frankreich
- 2009: Ehrenbürger der Stadt Aachen
- 2009: Goldene Ehrenmedaille der Stadt Maastricht[2]
- 2009: Ehrenbürger der Stadt Lüttich, Belgien
- 2009: Ehrenmitglied der Deutsch-Israelischen Gesellschaft Aachen
- 2009: Offizier des Ordens Leopolds II., Belgien
- 2011: Ehrenbürger der Stadt Hasselt, Belgien
- 2019: Verdienstorden des Landes Nordrhein-Westfalen[3]